# Rösli Streiff
Rosa («Rösli») Streiff (* 16. Januar 1901 in Glarus; † 7. Februar 1997 ebenda) war eine Schweizer Skirennfahrerin. Sie gewann zwei Goldmedaillen an den Alpinen Skiweltmeisterschaften 1932 und erreichte mehrere Siege und Podestplätze bei nationalen und internationalen Rennen.

## Biografie
Streiff wuchs als Tochter einer Glarner Fabrikantenfamilie mit drei Geschwistern auf. Ihr Vater war Mitglied des 1893 gegründeten Skiclubs Glarus. Bereits als Fünfjährige stand sie erstmals auf Skiern, die ihr Vater eigens für sie angefertigt hatte. Streiff und ihre Geschwister trieben viel Sport, unter anderem auch Reiten und Klettern. Nach dem Schulabschluss bildete sie sich in kaufmännischen Kursen weiter und ging für Aufenthalte in die Romandie und nach England. Danach begann sie in der Bleicherei ihrer Eltern zu arbeiten.
Streiff fuhr 1928 ihre ersten Skirennen und stiess 1929 als frühes Mitglied zum neu gegründeten Schweizerischen Damen-Skiclub. Im Juli 1929 gewann sie den Slalom des Sommer-Skirennens am Jungfraujoch, in der Abfahrt wurde sie Dritte. Bei den Arlberg-Kandahar-Rennen in Mürren wurde sie 1931 Dritte in Slalom und Kombination sowie Vierte in der Abfahrt. Im selben Jahr nahm Streiff ebenfalls in Mürren an den ersten Alpinen Skiweltmeisterschaften teil, bei der sie Platzierungen im Mittelfeld erzielte.
Bei den ersten SDS-Rennen des Schweizerischen Damen-Skiclubs am 15. Januar 1932 gewann Streiff alle Disziplinen. Zwei Wochen später war sie auch dreifache Siegerin in Abfahrt, Slalom und Kombination beim Grossen Skirennen der Schweiz – den Schweizer Skimeisterschaften – in Zermatt, wofür damals aber noch keine Meistertitel, sondern nur Wanderpreise vergeben wurden. Den Höhepunkt ihrer Karriere erreichte Streiff Anfang Februar bei den Weltmeisterschaften 1932 in Cortina d’Ampezzo. Sie fuhr zunächst auf Platz acht in der Abfahrt, wurde am nächsten Tag mit über zehn Sekunden Vorsprung auf die Britin Audrey Sale-Barker Weltmeisterin im Slalom und sicherte sich damit auch den Weltmeistertitel in der Kombination.
Bei den zweiten SDS-Rennen 1933 wurde Streiff Zweite in der Abfahrt und jeweils Dritte in Slalom und Kombination. Bei den Weltmeisterschaften 1933 in Innsbruck wurde sie Fünfte im Slalom, aber nur 22. in der Abfahrt und damit Achte in der Kombination. Ein Jahr später erreichte sie bei den Weltmeisterschaften 1934 in St. Moritz als Sechste der Abfahrt, Achte des Slaloms und Siebte der Kombination wieder Top-10-Ergebnisse in allen Disziplinen. Bei den Weltmeisterschaften 1935 in Mürren war Streiff durch eine Trainingsverletzung beeinträchtigt, die sie kurz vor Beginn der Wettkämpfe erlitten hatte. Dennoch fuhr sie im Slalom auf den sechsten Platz, in der Abfahrt aber nur auf Rang 29, was in der Kombination den 16. Platz bedeutete. Zuvor war sie bei den Österreichischen Meisterschaften 1935 Zweite des Slaloms und bei den Arlberg-Kandahar-Rennen Fünfte des Slaloms geworden. Bei ihrer letzten WM-Teilnahme 1936 in Innsbruck war ein 13. Rang im Slalom ihr bestes Ergebnis.
1939 meldete sich Streiff zur ersten Frauenrekrutenschule in Basel und wurde Lastwagenfahrerin im Frauenhilfsdienst. Zusammen mit ihrem Bruder Christian war sie in den 1950er-Jahren Geschäftsleiterin der 1863 von ihrem Grossvater gegründeten Bleicherei Streiff in Glarus. Streiff blieb bis ins hohe Alter sportlich aktiv, war regelmässig als Skifahrerin in Mürren zu Gast oder probierte sich bei Ferien in Kanada auf Wasserski. Ab Mitte der 1970er-Jahre wurde sie zudem zur beliebten Gesprächspartnerin von Schweizer Medien und gab regelmässig Interviews zu ihrer Zeit als Pionierin des Frauenskirennsports.

## Erfolge

### Weltmeisterschaften
- Mürren 1931: 8. Slalom, 10. Kombination, 12. Abfahrt (7. Lange Abfahrt)
- Cortina d’Ampezzo 1932: 1. Slalom, 1. Kombination, 8. Abfahrt
- Innsbruck 1933: 5. Slalom, 8. Kombination, 22. Abfahrt
- St. Moritz 1934: 6. Abfahrt, 7. Kombination, 8. Slalom
- Mürren 1935: 6. Slalom, 16. Kombination, 29. Abfahrt
- Innsbruck 1936: 13. Slalom, 15. Kombination, 16. Abfahrt

### Weitere Erfolge
- Sommer-Skirennen am Jungfraujoch 1929: 1. Slalom, 3. Abfahrt
- Arlberg-Kandahar-Rennen 1931: 3. Slalom, 3. Kombination, 4. Abfahrt
- SDS-Rennen 1932: Sieg in Abfahrt, Slalom und Kombination
- SDS-Rennen 1933: 2. Abfahrt, 3. Slalom, 3. Kombination